# Zawada (Mrągowo)
Zawada [zaˈvada] (deutsch Sawadden, 1938 bis 1945 Balz (Ostpr.)) ist ein kleines Dorf in der polnischen Woiwodschaft Ermland-Masuren. Es gehört zur Gmina Mrągowo (Landgemeinde Sensburg) im Powiat Mrągowski (Kreis Sensburg).

## Geographische Lage
Zawada liegt am Ostufer des Ixtsees (polnisch Jezioro Juksty) in der südlichen Mitte der Woiwodschaft Ermland-Masuren, sechs Kilometer südöstlich der Kreisstadt Mrągowo (deutsch Sensburg).

## Geschichte
Der heutige Weiler (polnisch Osada) Zawady wurde als kleine Siedlung im Jahre 1544 gegründet. Zwischen 1874 und 1945 war der Ort in den Amtsbezirk Muntowen (polnisch Muntowo) eingegliedert, der – 1938 in „Amtsbezirk Muntau“ umbenannt – zum Kreis Sensburg im Regierungsbezirk Gumbinnen (ab 1905: Regierungsbezirk Allenstein) in der preußischen Provinz Ostpreußen gehörte.
102 Einwohner waren im Jahre 1910 in Sawadden registriert. Ihre Zahl belief sich 1933 auf 106 und 1939 auf 97. 
Aufgrund der Bestimmungen des Versailler Vertrags stimmte die Bevölkerung in den Volksabstimmungen in Ost- und Westpreussen am 11. Juli 1920 über die weitere staatliche Zugehörigkeit zu Ostpreußen (und damit zu Deutschland) oder den Anschluss an Polen ab. In Sawadden stimmten 60 Einwohner für den Verbleib bei Ostpreußen, auf Polen entfielen keine Stimmen.
Aus politisch-ideologischen Gründen der Vermeidung fremdländisch klingender Ortsnamen wurde Sawadden am 3. Juni (amtlich bestäötigt am 16. Juli) 1938 in „Balz (Ostpr.)“ umbenannt.
In Kriegsfolge kam der Ort 1945 mit dem gesamten südlichen Ostpreußen zu Polen und erhielt die polnische Namensform „Zawada“. Der Ort ist heute in das Schulzenamt (polnisch: Sołectwo) Śniadowo (Schniodowen, 1938 bis 1945 Schniedau) einbezogen und somit eine Ortschaft im Verbund der Gmina Mrągowo (Landgemeinde Sensburg) im Powiat Mrągowski (Kreis Sensburg), bis 1998 der Woiwodschaft Olsztyn (Allenstein), seither der Woiwodschaft Ermland-Masuren zugehörig.

## Religion

### Evangelische Kirche
Bis 1945 war Sawadden/Balz in das Kirchspiel der evangelischen Kirche Barranowen in der Kirchenprovinz Ostpreußen der Kirche der Altpreußischen Union eingepfarrt. Heute orientieren sich die hier lebenden evangelischen Kirchenglieder zur Pfarrkirche Mrągowo in der Diözese Masuren der Evangelisch-Augsburgischen Kirche in Polen.

### Katholische Kirche
Bis 1945 war für Sawadden/Balz die römisch-katholische Pfarrgemeinde in Sensburg zuständig, die zum damaligen Bistum Ermland gehörte. Heute sind die Katholiken in Zawady in die Kirche zu Kosewo (Kossewen, 1938 bis 1945 Rechenberg) eingegliedert, die seit den 1980er Jahren eine Pfarrkirche innerhalb des jetzigen Erzbistums Ermland der polnischen katholischen Kirche ist.

## Verkehr
Trotz seiner abgelegenen, wohl aber touristisch attraktiven Seelage ist Zawady verkehrstechnisch gut zu erreichen. Eine Nebenstraße, die die beiden polnischen Landesstraßen DK 16 (einstige deutsche Reichsstraße 127) und DK 59 (frühere deutsche Reichsstraße 140) verbindet, führt durch den Ort. Eine Bahnanbindung gibt es nicht mehr, seit der Zugverkehr auf der Bahnstrecke Mrągowo–Ełk (Sensburg–Lyck) mit der nächstgelegenen Bahnstation Kosewo nicht mehr betrieben wird.